# مدرسة القاجار للرسم

أمير قاجاري. مثال على لوحة قاجارية مبكرة.

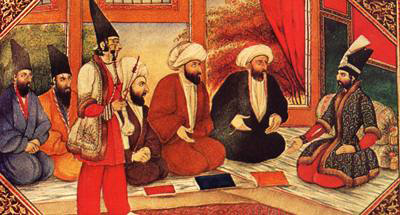
رجال الدين يجلسون قِبال الشاه. مثال على لوحة من العصر القاجاري.

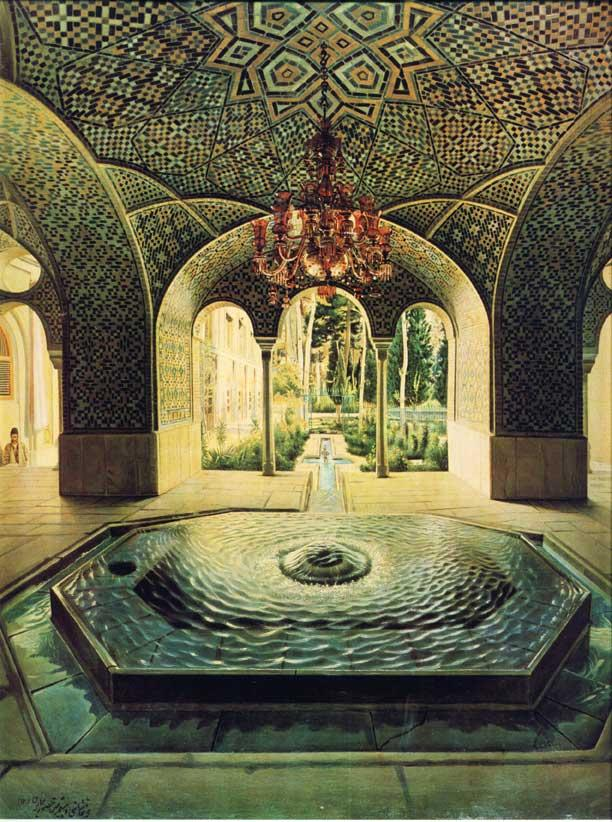
بركة قصر غلستان، بريشة الأستاذ [كمال الملك]. لوحة زيتية. 1307 هـ - موجودة في متحف قصر غلستان بطهران.

مدرسة القاجار في الرسم تشير إلى الأعمال الفنية التي بدأت في العصر الزندي واستمرت حتى العصر القاجاري وما بعده بفترة وجيزة. يتمتع هذا الأسلوب بمكانة خاصة في الرسم الإيراني، كونه أسلوبًا متماسكًا ومدرسة منظمة تجمع بين جميع السمات الموضوعية والعملية لمدرسة الرسم. وقد نشأ هذا الأسلوب بشكل أكبر من خلال الجمع بين خصائص الرسم الإيراني التقليدي وعناصر وأساليب الرسم الأوروبي. ورغم شيوع الأعمال المشابهة لهذا الأسلوب في إيران منذ العصر الصفوي، واعتبارها "أجنبية"، إلا أنها وجدت شكلها المميز لأول مرة في العصر الزندي، ثم في العصر القاجاري. اعتمد تطوّر فن الرسم بشكل أكبر على البلاط، وكان الملوك والأمراء أهم مفوضي الأعمال الفنية ورعاتها الوحيدين. وفي عهد فتح علي شاه، بدأ أسلوب "الرسم الجداري". وتُذكرنا الجداريات الجميلة لآغا محمد خان وفتح علي شاه في كرج، في قصر السليمانية بالقرب من حرم الزراعة والموارد الطبيعية بجامعة طهران، بلوحات العصر القاجاري.

## طالع أيضًا
- لوحة إيرانية